# Muntanyes Talix

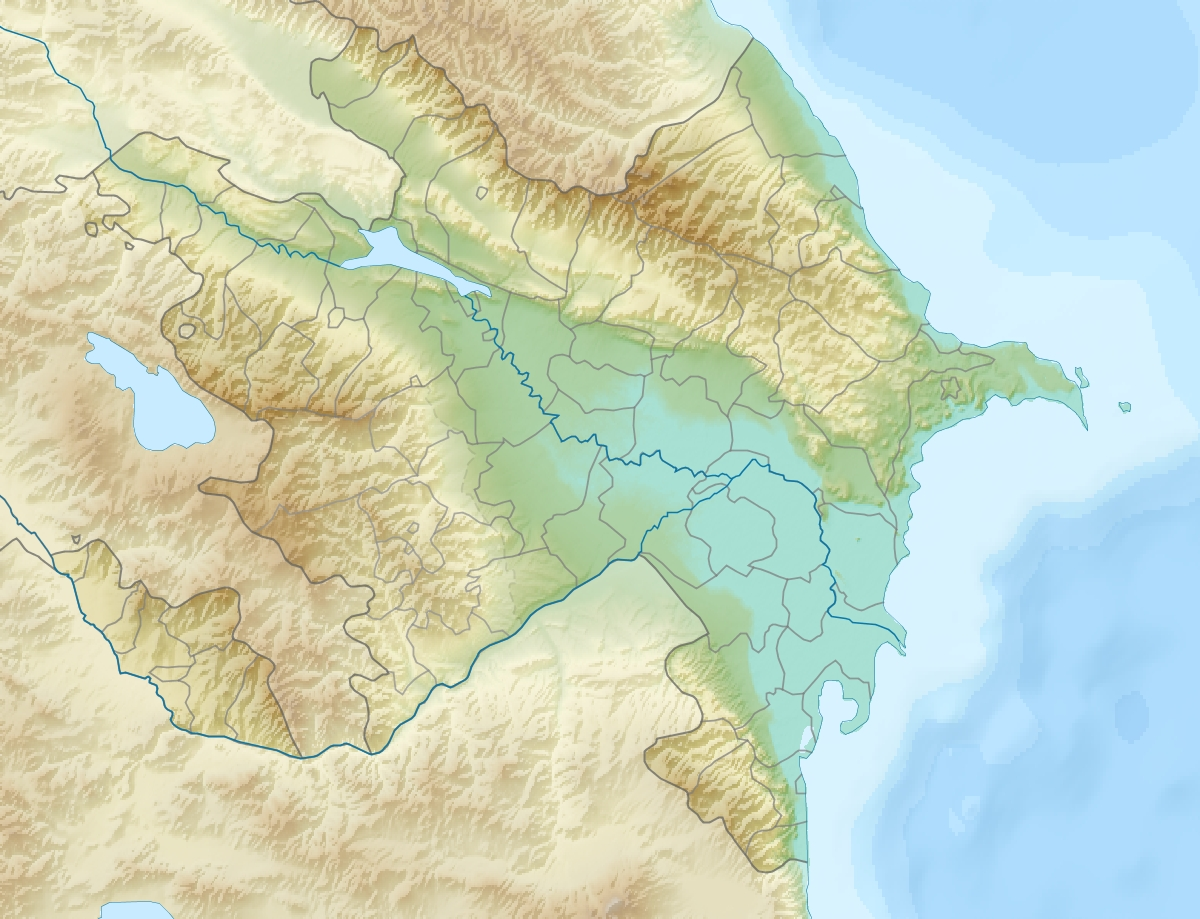
Muntanyes Talix a l'Azerbaidjan

Les muntanyes Talix (persa: کوههای تالش, Kuha: e Ta:lesh; àzeri: Talış dağları) és una serralada de muntanyes del nord-oest de l'Iran i el sud-est de la República de l'Azerbaidjan. Aquesta serralada forma la secció nord-oest de les Muntanyes Elburz, s'estenen des de les Terres baixes de Lankaran, a l'Azerbaidjan, fins a la part inferior del riu Sefid (Riu Blanc), a l'Iran. Pocs pics són més alts dels 3.000 m.
Es van formar en el Cretaci Superior, amb una banda de roques del Paleozoic i una banda de roques del Triàsic i del Juràssic a les parts meridionals.
La pluviometria màxima anual és d'entre 1.600 i 1800 litres les quals amb les Terres Baixes de Lankaran són els lloc de màxima pluviometria de l'Iran i d'Azerbaijan.